# Borrtex
Daniel Bordovský (* 31. března 1999, Havířov) známý pod svým uměleckým jménem Borrtex, je český skladatel minimalistické klavírní hudby se sídlem v Praze. Jeho tvorbu charakterizuje propojování stylů moderní klasiky s melodickými prvky typičtějšími spíše pro filmovou hudbu či soundtracky.

## Život
Narodil se v Havířově a již od šesti let docházel na pravidelnou výuku klavírni hry. Jako fanoušek filmů si začal ve svých patnácti letech přivydělávat na ČSFD.cz. Postupem času si vybudoval reputaci a získal pozici hlavního kameramana v dokumentárním projektu o filmových studiích Warner Brothers, sídlící v Hollywoodu.
Návštěva Los Angeles a realizace rozhovorů s celosvětově známými skladateli jako jsou James Newton Howard, Danny Eflman nebo Hans Zimmer, mu pomohli přemýšlet více nad svým vlastním kariérním osudem. Po dokončení a publikaci dokumentárního projektu o Hollywoodských studiích a návratu zpět do Česka začal ve svém volném čase skládat první instrumentální skladby.

## Kariéra
Své první počiny Borrtex publikoval na webovém katalogu Free Music Archive, poskytující podkladovou hudbu pod licencí Creative Commons. Tím si získal široké spektrum klientů, kteří chtěli jeho skladby použít i komerčně. Během posledních dvou let se tedy jeho tvorba objevila hned v několika projektech mezinárodních značek jakou jsou například Xiaomi, Montblanc a další. V roce 2018 byla jeho skladba Ocean licencována do programu americké vlády zaměřeném na potřeby údržby zařízení národních parků ve Spojených státech.
Co se týče čísel na streamovacích službách, mezi jeho největší úspěchy patří singl We Are Saved vydaný v březnu 2018. Po zasažení žebříčků svého žánru skladba nasbírala na Spotify přes 1,6 miliónu přehrátí.
V říjnu 2019 přijal Borrtex svou první nabídku na produkci originálního soundtracku pro krátkometrážní filmový snímek Dear America, mladé režisérky Molly E. Smith. Film poukazuje na perspektivu ze strany studentů ohledně zákonů o legálním držení zbraní v USA, násilí a jeho vliv na základních a středních školách. 1. listopadu 2019 byl tento snímek oficiálně vyhlášen jako vítěz ceny Emmy v soutěži Národní studentské produkce pořádané Národní akademií televizních umění a věd.
Jeden z dalších originálních soundtracků, na kterém Borrtex nedávno pracovalm bylo album složené exkluzivně pro amerického podnikatele a autora čtyř knižních titulů (z nichž tři byly zařazeny do žebříčku nejprodávanějších knih dle deníku The New York Times) Garyho Vaynerchuka, který je známý především svým vlivem na sociálních sítí. Finální dokončení produkce trvalo asi šest měsíců. Oficiální zveřejnění proběhlo 15. února 2019.
Koncem roku 2019 se Daniel začal více věnovat sólové tvorbě, vydal své první album nesoucí se v moderním klasickém stylu thōughts. O rok později se mu povedlo prolomit hranici 100 miliónů celkových přehrátí jeho vlastní autorské tvorby na populárních hudebních streamovacích platformách, jako jsou například Spotify, Apple Music, YouTube a další.
Dne 20. prosince 2020 vydal své druhé sólové čistě klavírní album Harmony.

## Vybavení
Nejoblíbenějším hudebním nástrojem Borrtexe je běžný akustický klavír, který se také nejčastěji vyskytuje v jeho tvorbě. Vlastní také fyzický kus syntezátoru Korg MS-20. Kompozici zpracovává skrze program Cubase 10 Pro od německé společnosti Steinberg.

## Zajímavosti
Jeho vánoční skladby z alba Christmas Time II bylo možné během svátků v roce 2019 slyšet v pobočkách nákupního řetězce Albert. Ten je následně použil také v krátkém projektu nadačního fondu na pomoc dětem z dětských domovů.
Na jaře 2020 se skladba Whiffing objevila na pozadí instruktážního videa Ministerstva zdravotnictví, které informovalo občany o tom, jak se správně chránit proti onemocnění koronavirem.

## Diskografie
Studiová alba
- Courage (2017)
- Creation (2017)
- Something Special (2017)
- Emotion (2017)
- Untitled Love Story (2018)
- The Impulse (2018)
- Christmas Time II (2018)
- Coalescence (2019)
- thōughts (2019)
- Harmony (2020)
- SPACE (2021)

EPs
- Peaceful Mind (2017)
- Ability (2017)
- Christmas Time (2017)
- Visuals (2018)
- Distant Sphere (2018)
- Rain (2019)
- Live at ZUSLJ Music School (2019)
- Reflections (2019)
- Cold (2020)
- Rest (2020)

Singly
- Faith (2017)
- I Will Never Give Up (2017)
- Changing (2017)
- 71017 (2017)
- Waiting for You (2017)
- Snowflake (2017)
- Rumble (2018)
- Touch of Ice (2018)
- Sense of Music (2018)
- Memoir of Solitude (2018)
- We Are Saved (2018)
- Thank You for This World (2018)
- You & Me – Live (2018)
- Last Day of High School (2018)
- Awake the Light (2018)
- Standing Up! (2018)
- Falling into Presence (2018)
- Étude Nb. 01: 18 Years (2018)
- The Bright Morning Star (2018)
- Breathe (2019) featuring Hazy
- Beyond the Horizon (2019) ft. Bonah
- Eternity (2020)
- The Real Heroes (2020)
- Clean Water Upon You (2020)
- Rising of the Sun (2021)
- The Sky Above (2021)
- Under the Waves (2021)

Soundtracky
- Dear America (2018)
- Music for GaryVee (2019)
- Catharsis (2019)